# 神奈川税務署員殉職事件

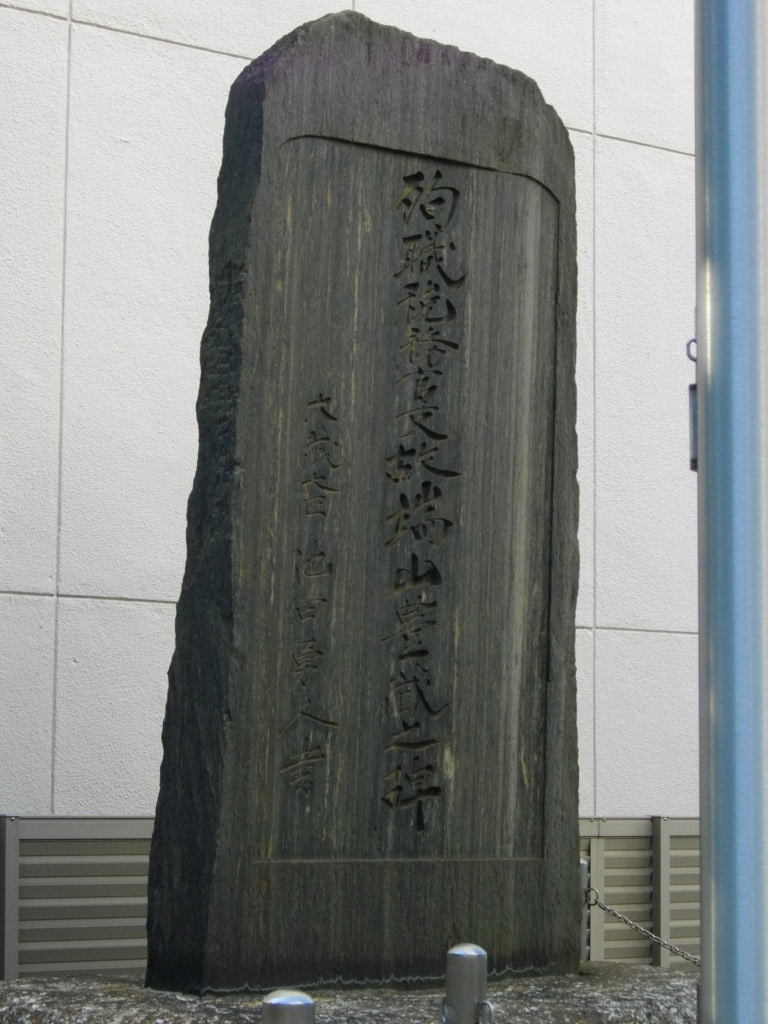
殉職税務署員の慰霊碑(筆は池田勇人)

神奈川税務署員殉職事件（かながわぜいむしょいんじゅんしょくじけん）とは、1947年（昭和22年）6月23日に神奈川県川崎市桜本町（現川崎市川崎区桜本）で発生した密造酒製造の取締りを発端とする在日朝鮮人による暴動と税務職員への襲撃、それによる職員の殉職事件である。

## 事件の発端

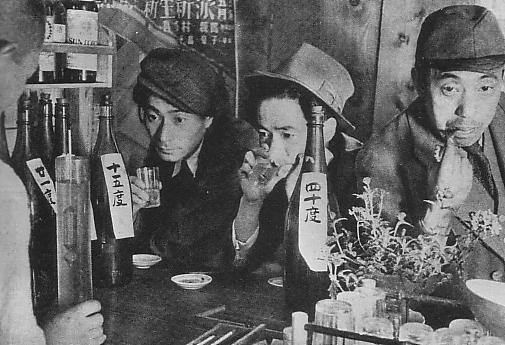
戦後初期に出回ったカストリ酒

太平洋戦争終戦後、極端な米不足のため、正規の酒の生産量が落ち込んでいた。その間隙を縫って「カストリ酒」なる密造酒が横行しはじめた。1947年（昭和22年）9月時点の密造酒生産量は50万2000キロリットルで、正規の酒の生産量34万3000キロリットルを大幅に上回っていた。
これは従来のように農家の自家消費用としての密造酒ではなく、販売を目的とする大掛かりな密造で在日朝鮮人集落が密造の巣窟であった。
終戦後の食糧難という時代背景もあり、単に酒税収入の激減のみならず、米が酒用に転用される分、主食用の米が減ってしまうので、飢餓が起こる可能性が高かった。またこれらの酒の品質も劣悪で、中には有害なメチルアルコールを薄めたものまであったため、税務当局は健康上の観点からも厳しく取締りを行った。
当時の在日朝鮮人は、行政府職員への脅迫により米の配給を二重三重に受けることによって密造酒を醸造して闇に流すなどしており、深刻な問題となっていた。これらを取り締まろうとする税務署に対しては大勢で押し掛け、取締を行わないよう要求するなど組織的な妨害活動を繰り広げていた。
事件の発端となった川崎市桜本町の在日朝鮮人集落では、公然と密造酒を製造していた。多発していた在日朝鮮人による暴動に治安上の問題や共産主義革命の危険を感じたGHQの指令もあり、税務当局は一斉捜査を実施することになった。

## 事件の概要
1947年（昭和22年）6月23日、税務当局は税務署員88名と検事2名、警察官206名、占領軍憲兵の応援を得て、一斉取締りを敢行した。取締りそのものは順調に進み、100名以上を検挙し、密造酒15,000リットル、原料、醸造機材などの証拠物件を押収した。検挙の際には拉致されそうになる職員もあり、税務署が威嚇されることもあった。
当該事件の被害者となる神奈川税務署間税課長端山豊蔵は、現場の責任者として陣頭指揮を執っていた。端山課長は、この日の取締りの事務処理を済ませて、午後9時に川崎税務署（現川崎南税務署）を出た。京浜川崎駅（現京急川崎駅）に到着しようとした時、賊数名が端山課長を取り囲み「税務署員か？」と聞いたため、端山課長が「そうだ」と答えると、いきなり殴る蹴るのリンチを加えた。端山課長は直ちに病院に収容されたが、3日後に死亡した。後に犯人は逮捕され、傷害致死罪で懲役7年の実刑判決が下った。
同年7月4日、片山内閣は端山豊蔵間税課長殺害事件を受けて、閣議に「酒額密造摘発に関する態勢確定の件」を上程し、端山課長が殺された事件は、単なる密造事件としてではなく、日本政府の経済緊急対策の成否にかかる重大問題として扱うべきであるとし、今後は税務署が中心として行う酒税法違反の摘発とするだけでなく、食糧管理法違反等と合わせて関係官庁が協力することとする閣議決定がなされた。
同年7月5日、端山課長の葬儀が東京財務局（現東京国税局）や全国財務労働組合の合同慰霊祭として行われ、栗栖赳夫大蔵大臣、石橋湛山前大蔵大臣、池田勇人大蔵事務次官を始め数百人が参列した。
同年12月には特定事務の執行に当り当該財務局又は税務署に在勤する職員の生命又は身体に著しい危険を及ぼす虞があると認められる事例には税務特別手当を支給する「財務局及び税務署に在勤する政府職員に対する税務特別手当の支給に関する法律」が成立した。
1951年（昭和26年）6月26日、端山課長の命日に合わせて、東京国税局（東京都千代田区大手町）に殉職間税課長顕彰碑が建立された。顕彰碑の碑表は池田勇人大蔵大臣の筆、碑誌は坂田泰二（阪田泰二）東京国税局局長の筆による。
1965年（昭和40年）6月には、顕彰碑は殉職地の所轄である川崎南税務署に遷された。東京国税局では、毎年の端山課長の命日ごとに、慰霊祭が行われている。